# Ларнакс
Ларнакс (грч. λάρναξ []) је тип малог сандука који се често користио за полагање људских посмртних остатака у античкој Македонији, било самог тела у савијеном положају, било кремираног пепела.
Први ларнакси појављују се у минојско доба током грчког бронзаног доба и имали су облик керамичког ковчега који је имитирао изглед дрвеног сандука и можда су били прављени по угледу на староегипатске кутије од лана. Ти су ларнакси били богато украшени апстрактном декорацијом, сликама хоботница и сценама лова и култних обреда. Ларнакс од теракоте из Хагије Тријаде био је украшен представама ритуала у загробном култу.
На сликаним грчким вазама ларнакс се често појављује у митолошким призорима. На једној таквој слици представљени су у ларнаксу Данаја и њено тек рођено дете, Персеј, док поред њих стоји Акрисије.
Има и неколико ларнакса направљених од племенитих метала, као што је, на пример, случај са ларнаксом из 4. века п. н. е. који је пронађен у Вергини, у северном делу Егејске Македоније. Тај је ларнакс направљен од злата, а поклопац му је украшен представом Сунца (што је извор Сунца из Вергине као мотива). Верује се да је у гробу у коме је овај ларнакс пронађен био покопан Филип II Македонски, отац Александра Великог.
Град Ларнака је по томе добио име, јер је Четвородневни Лазар по црквеном предању рукоположен од апостола Павла и Варнаве и био је први владика на Кипру, 30 година, у Ларнаци, где је по истом предању, други пут и умро и био сахрањен. Ларнака, што на грчком језику значи гробница је добила име управо по другој Лазаревој гробници, т.ј. ларнаксу.